# Pseudophasma flavidum
Pseudophasma flavidum är en insektsart som beskrevs av Morgan Hebard 1933. Pseudophasma flavidum ingår i släktet Pseudophasma och familjen Pseudophasmatidae. Inga underarter finns listade i Catalogue of Life.